# Instituto de Direito Internacional

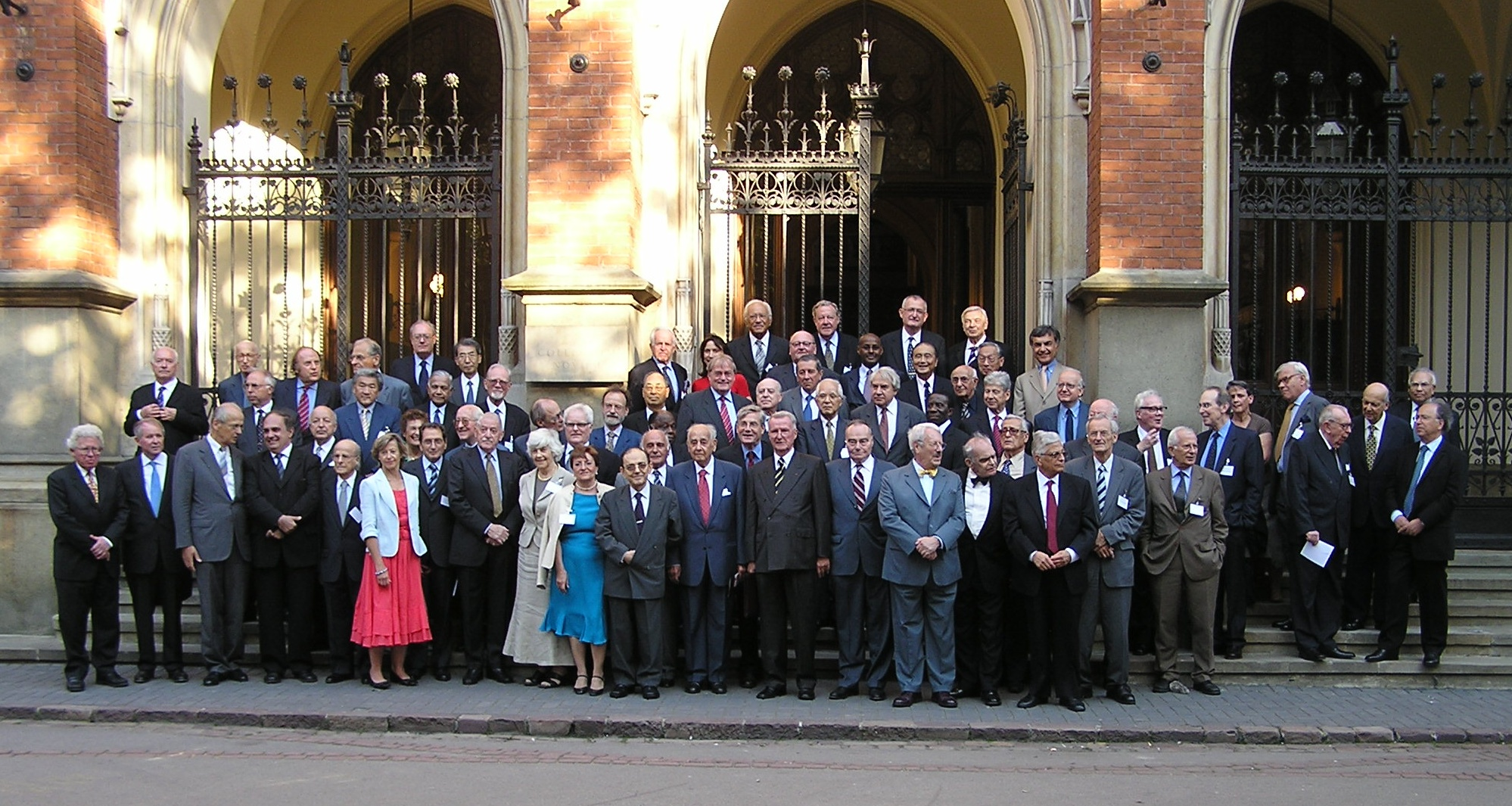
Membros do instituto num encontro em Cracóvia, em agosto de 2005.

O Instituto de Direito Internacional (do francês Institut de Droit international) é uma organização internacional privada voltada para o estudo e desenvolvimento do direito internacional.
A instituição é formada por 72 associados, 60 membros e 13 membros honorários. Os membros são convidados a fazer parte da organização devido a algum trabalho científico notável em direito internacional e também não devem possuir vinculação política. A intenção da organização é reunir membros que representem cada país do mundo. Alguns de seus membros são juízes do Tribunal Penal Internacional.
Reuniões bienais são realizadas para estudar o direito internacional vigente naquele momento. Essas discussões não são focadas em casos particulares. Por tratar de temas amplos envolvendo direito internacional, como direitos humanos e resolução pacífica de conflitos, o Nobel da Paz de 1904 foi laureado a esta organização.
A sede atual é em Grez-Doiceau, província de Brabante Valão na  Bélgica. O endereço da sede muda conforme a origem do Secretário-Geral da organização. 